# Бем, Бернард
Берна́рд Лю́двик Бе́м (пол. Bernard Ludwik Bem; 29 августа 1936, Dąbrówka Mała, Катовице — 23 декабря 2023) — польский футболист.

## Биография

### Игровая карьера
Бем начал карьеру в клубе «Колеяж», откуда затем перешёл в «Рух», в котором прошла его основная карьера. В составе «Руха» он играл 13 сезонов, выиграв с командой два чемпионских титула в 1960 и 1968 годах.
Его последним клубом в карьере стала «Сталь», в котором он завершил карьеру.

### Смерть
Скончался 23 декабря 2023 года в возрасте 87 лет.

## Достижения
«Рух»
- Чемпион Польши (2) : 1960, 1967/68